# Karl Lohmann
Kriminalkommisær Karl Lohmann er en fiktiv detektivfigur der optræder i en række film af den tyske Filminstruktør Fritz Lang. Oprindeligt spillet af skuespilleren Otto Wernicke, senere af Gert Fröbe.
M fra 1931 er den første film hvor Kommissær Lohmann optræder.